# Matthew Atkinson
John Matthew Atkinson es un actor y músico estadounidense, más conocido por haber interpretado a Austin Travers en la serie The Young and the Restless.

## Carrera
En 2009 apareció como invitado en el episodio "Screenwriter's Blues" de la serie One Tree Hill, donde interpretó al actor que interpreta a Nathan Scott en la película que están filmando.
En 2012 se unió al elenco principal de la serie Jane by Design, donde dio vida a Nick Fadden. En 2013 apareció como invitado en varios episodios de la serie Parenthood, donde interpretó al músico Zach un miembro de una banda que conoce a Amber Holt (Mae Whitman) hasta 2014. Ese mismo año se unió al elenco de la película Hot Mess, donde interpretó a Nick Jones. El 17 de abril de 2014, se unió al elenco principal de la serie The Young and the Restless, donde interpretó a Austin Travers hasta el 12 de agosto de 2015.

## Filmografía

### Series de televisión
| Año         | Título                         | Personaje      | Notas                                                  |
| ----------- | ------------------------------ | -------------- | ------------------------------------------------------ |
| 2009        | Drop Dead Diva                 | Kyle Nevins    | episodio "The 'F' Word"                                |
| 2009        | One Tree Hill                  | Actor          | episodio "Screenwriter's Blues "                       |
| 2010        | CSI: Crime Scene Investigation | Barry          | episodio "Fracked"                                     |
| 2012        | Jane by Design                 | Nick Fadden    | 18 episodios                                           |
| 2012        | Fletcher Drive                 | Novio Perfecto | episodio "The Perfect Boyfriend"                       |
| 2013 - 2014 | Parenthood                     | Zach           | 8 episodios                                            |
| 2014        | Newsreaders                    | Zack Frost     | episodio "The Journey of an iPhone; Restaurant Plague" |
| 2014 - 2015 | The Young and the Restless     | Austin Travers | 52 episodios                                           |
| 2015        | Young & Hungry                 | Jason          | episodio "Young & Earthquake"                          |
| 2015        | The Middle                     | Finn           | episodio "Flirting with Disaster"                      |
| 2017        | Powerless                      | Alex           | 2 Episodios                                            |

### Películas
| Año  | Título         | Personaje     | Notas |
| ---- | -------------- | ------------- | --- |
| 2009 | The Blind Side | Valet Parking | junto a Sandra Bullock, Tim McGraw, Quinton Aaron, Jae Head, Lily Collins, Ray McKinnon y Kim Dickens                  |
| 2013 | Hot Mess       | Nick Jones    | junto a Annabelle Stephenson, Mathew Botuchis, Shoshana Bush, Chase Ellison, Peter Gadiot, Johnny Pacar y Jake Sandvig |